# اسکیلاچه
اسکیلاچه (اسپانیایی: Esquilache‎) یک فیلم درام و زندگی‌نامه‌ای به کارگردانی خوسفینا مولینا است که در سال ۱۹۸۹ منتشر شد.
این فیلم در کاخ سلطنتی مادرید فیلمبرداری شد، که از دهه ۱۹۵۰ به بعد به روی هیچ فیلمسازی باز نبود و بنابراین مذاکرات زیادی با سازمان میراث ملی اسپانیا انجام شد.

## بازیگران
- فرناندو فرنان گومز
- کنچا بلاسکو
- آدولفو مارسیاک
- خوزه لوئیس لوپس باسکس
- آمپارو ریوه‌یس
- آنخلا مولینا
- آلبرتو کلوساس
- تیتو والورده